# Histoire de chèvre
Série
Goat Story 2
(2012)
Pour plus de détails, voir Fiche technique et Distribution.
Histoire de chèvre (Kozí příběh) est un film d'animation tchèque en images de synthèse produit, conçu et réalisé par Jan Tománek et sorti en salles en 2008.

## Synopsis
Au bas Moyen-Âge, un paysan nommé Kuba vient à Prague avec sa chèvre (parlante) dans le but d'aider à construire l'horloge astronomique de la ville. Il recontre Máca et en tombe amoureux mais il manque de la perdre lors d'une exécution publique.

## Fiche technique
- Titre tchèque : Kozí příběh – pověsti staré Prahy
- Titre international : Goat Story
- Réalisation : Jan Tománek
- Scénario : Jan Tománek, David Sláma, Robin Panzer
- Musique : David Solař
- Sociétés de distribution : Tchéquie : Bontonfilm ; Slovaquie : Tatra Film[2]
- Pays : République tchèque
- Genre : Animation, comédie et fantastique
- Durée : 82 minutes
- Format : 35 mm couleur, rapport de forme : 2.35 : 1
- Dates de sortie :  
  - Tchéquie : 16 octobre 2008
  - Slovaquie : 5 mars 2009
  - États-Unis : 19 mai 2010
- Budget : 2,8 millions de dollars[1]

## Distribution vocale

### Version tchèque
- Jiří Lábus : la chèvre
- Matěj Hadek : Kuba
- Mahulena Bočanová : Máca
- Michal Dlouhý : Matej
- Petr Pelzer : Mistr Hanuš
- Jan Přeučil : Purkmistr
- Viktor Preiss : Konšel
- Miroslav Táborský : prêtre Ignác
- Karel Heřmánek : diable / chef
- Petr Nárožný : mendiant
- Dalimil Klapka : mendiant
- Pavel Rímský : mendiant
- Ota Jirák : taverne
- Filip Jevič : étudiant
- Justin Svoboda : étudiant

### Version anglaise
- Mike Buffo : Jemmy
- Amy Vorphal : Chèvre
- Luba Goy : Cořum
- Jo-Anne Krupa : Katy

## Réception
- Montant brut mondial : 1,44 million de dollars[1].

Histoire de chèvre a rapporté 1,3 million de dollars en République tchèque.
Le film est vendu dans une trentaine de pays, dont les États-Unis. Le doublage est réalisé en six langues. Avec seulement 350 000 entrées dans la République tchèque, il devient le film d'animation tchèque qui a eu le plus de succès de tous les temps.
En 2015, les producteurs mettent en ligne Histoire de chèvre et sa suite sur YouTube.

### Documentation
- (en) Jarka Hálková, « Jan Tomanek on animated film », sur Radio Prague International, 9 janvier 2006.